# Nikołaj Sargsjan
Nikołaj Sargsjan (orm. Նիկոլայ Սարգսյան; ur. 5 maja 1981 w Erywaniu, Armeńska SRR) – ormiański piłkarz, grający na pozycji bramkarza.

## Kariera piłkarska

### Kariera klubowa
Karierę zaczynał w zespole Pjunik Erywań, z którym w roku 2004 wywalczył mistrzostwo Armenii. Wraz z Pjunikiem walczył w turnieju klubowym Wspólnoty Niepodległych Państw. W 2005 przeszedł do zespołu Esteghlal-Kotajk Abowian, z którym zdobył 4. miejsce w lidze. W następnym sezonie odszedł do klubu Gandzasar Kapan. Od 2007 występował w zespole Ararat Erywań. W 2009 został wypożyczony do Bananca Erywań. W 2010 powrócił do Gandzasaru Kapan.

## Sukcesy i statystyki
- Mistrzostwo Armenii w roku 2004 wraz z drużyną Pjunik Erywań.

| Sezon | Klub                     | Kraj    | Rozgrywki               | Mecze | Bramki |
| ----- | ------------------------ | ------- | ----------------------- | ----- | ------ |
| 2004  | Pjunik Erywań            | Armenia | Ormiańska Pierwsza Liga | ?     | ?      |
| 2005  | Esteghlal-Kotajk Abowian | Armenia | Ormiańska Pierwsza Liga | ?     | ?      |
| 2006  | Gandzasar Kapan          | Armenia | Ormiańska Pierwsza Liga | ?     | ?      |
| 2007  | Ararat Erywań            | Armenia | Ormiańska Pierwsza Liga | ?     | ?      |

### Kariera reprezentacyjna
W latach 1999–2002 występował w młodzieżowej reprezentacji Armenii.

## Sukcesy i odznaczenia

### Sukcesy klubowe
- mistrz Armenii: 2004